# Тур Али-бек
Тур-Али или Турали-бек (? — 1362) — первый бей Ак-Коюнлу в 1340—1362 годах. Полное имя — Ала ад-Дин Турали бен Пехлеван.

## Биография
Сын Пехлеван-бека, главы племени баяндур. В молодости он участвовал в военных походах эмира Чобана и его сына Темирташа. После гибели последнего в 1328 году сосредоточил внимание на укрепление власти над соседними племенами. В 1335 году после смерти ильхана Абу-Саида Тур-Али активно вмешивался в борьбу между Чобанидами и Джалаиридами. Постепенно он подчинил родственные племена, образовав в 1340 году племенную конфедерацию Ак-Коюнлу. Принял титул бея.
Длительное время Тур-Али не имел постоянной ставки, кочевал с места на место, совершая грабительские походы. Заключил союз с бейликом Эретна. В 1341 году он начал войну против династии Сутай, которая владела Диярбакиром. Для борьбы с ней заключил союз с Салихом Шамс-ад-Дином (из династии Артукидов), эмиром Мардина. Война продолжалась в течение 1340-х годов.
С 1348 года совершал походы против Трапезундской империи, которые приносили немалую добычу. В 1350 году победил Сутай, разорив Диярбакир и территорию до Мосула. В 1352 году Тур-Али заставил трапензундского императора Алексея III (1349—1390) выдать сестру Марию за своего сына Кутлуга. После этого прекратил грабить трапезундские земли.
В течение 1350-х лет Тур-Али избавился от зависимости от Чобанидов, одновременно не подчинился Джалаиридскому султанату. Скончался в 1362 году. Новым беем стал Фахраддин Кутлуг-бей.